# Gullspång (comune)
Gullspång è un comune svedese di 5 316 abitanti, situato nella contea di Västra Götaland. Il suo capoluogo è la cittadina omonima.

## Località
Nel territorio comunale sono comprese le seguenti aree urbane (tätort):
- Gullspång
- Gårdsjö
- Hova
- Otterbäcken
- Skagervik